# MRPL10
MRPL10‏ (Mitochondrial ribosomal protein L10) هوَ بروتين يُشَفر بواسطة جين MRPL10 في الإنسان.